# Colombier-en-Brionnais
Colombier-en-Brionnais település Franciaországban, Saône-et-Loire megyében. Lakosainak száma 314 fő (2022. január 1.). Colombier-en-Brionnais Ozolles, Bois-Sainte-Marie, Curbigny, Dyo, Gibles, Ouroux-sous-le-Bois-Sainte-Marie és Saint-Symphorien-des-Bois községekkel határos.

## Népesség
A település népességének változása:
| Lakosok száma | 308  | 309  | 313  | 308  | 308  | 310  | 314  | 314  | 314  |
|               | 2013 | 2015 | 2016 | 2017 | 2018 | 2019 | 2020 | 2021 | 2022 |